# Erik Vázquez
Mauricio Erik Vázquez Fragoso (Ciudad de México; 12 de diciembre de 1983) más conocido como Erik Vázquez, es un guitarrista, compositor, productor y bajista mexicano. Es miembro y fundador del grupo de synthpop, Camilo Séptimo, con quien recibió 2 nominaciones a los Premios IMAs por artista nuevo y canción del año con «No confíes en mí» en 2015 y 1 a los Premios MTV Miaw por vídeo del año con «Inevitable» en 2022.
Su trayectoria musical comenzó con Lady Lane, donde desempeñó el papel de bajista y también tocó la guitarra. Con esta banda, grabó dos álbumes de estudio: Singula en 2009 y Ciudad Diamante en 2012, así como dos EPs: Gaia y Fortunoh, ambos lanzados en 2010. La banda se disolvió en 2013.
Con Camilo Séptimo, ha registrado cuatro álbumes de estudio: Óleos (2017), Navegantes (2019), Ecos (2022) y Jardín de las almas (2023). También lanzó un EP titulado Maya en 2014. Entre sus canciones más conocidas se encuentran «Miénteme», «No te puedo olvidar», «Vicio», «Inevitable», «Contacto», «No confíes en mí», «Eres», «Galáctica» y «Como tú».

## Biografía
Erik nació en la Ciudad de México y comenzó a tocar la guitarra a una edad temprana. Antes de unirse a Camilo Séptimo en 2013, participó en varias bandas locales —incluyendo Lady Lane—, donde adquirió experiencia en el ámbito musical. Desde su formación con Camilo Séptimo ha lanzado varios álbumes.
Contribuyó a la composición de diversas canciones dentro de la banda, algunas de las cuales alcanzaron popularidad en la escena musical. A lo largo de su carrera, continuó participando en diferentes proyectos en el ámbito del rock en español.

## Carrera artística

### 2008-2013: Con Lady Lane
Lady Lane se formó en 2008 en el Estado de México, integrada por Alfredo Noria, Manuel Acosta, Manuel Mendoza y Erick Vázquez. Los integrantes contaban con experiencia previa en otras bandas y se reunieron para discutir un nuevo proyecto. Posteriormente, Coe invitó a Erick, con quien había colaborado anteriormente, y Acosta propuso a Alfredo, a quien había observado en una presentación. La banda comenzó a componer canciones basadas en la historia de Lady Lane, un ser que provenía del espacio con el propósito de experimentar emociones humanas. A través de sus composiciones, Lady Lane buscó que los oyentes se identificaran con las diferentes fases de esta narrativa, invitando a la reflexión sobre la experiencia de vivir en la Tierra.

### 2013-presente: Con Camilo Séptimo
Jonathan Meléndez, Manuel Mendoza, Erik Vázquez fueron músicos que, tras participar en varios proyectos individuales, se unieron en 2013 para formar Camilo Séptimo. La banda desarrolló un sonido cohesivo, resultado de la experiencia de sus integrantes. Su primer sencillo se tituló «Portales», una canción que combinó rock y pop nostálgico. La pieza incluyó guitarras reverberadas y sintetizadores que crearon atmósferas, junto con una batería de ritmo dinámico y líneas de bajo. «No confíes en mí» fue el sencillo que los lanzó a la fama.

## Discografía

### Con Lady Lane
| Álbumes de estudio - 2009: Singula - 2012: Ciudad diamante | ;EP's - 2010: Gaia - 2010: Fotrunoh |

### Con Camilo Séptimo
| Álbumes de estudio - 2017: Óleos - 2019: Navegantes - 2022: Ecos - 2023: Jardín de las almas | EPs - 2014: Maya |

## Premios y nominaciones
Con Camilo Séptimo
| Año  | Entrega          | Entrega         | Nominación         | Resultado | Ref.   |
| ---- | ---------------- | --------------- | ------------------ | --------- | ------ |
| 2015 | Premios IMAs     | Artista nuevo   | Camilo Séptimo     | Nominado  | [ 18 ] |
| 2015 | Premios IMAs     | Canción del año | «No confíes en mí» | Nominado  | [ 18 ] |
| 2022 | Premios MTV Miaw | Video del año   | «Inevitable»       | Nominado  | [ 19 ] |